# Diçka po zihet
Diçka po zihet (dt. Etwas wird gekocht) ist die erste in Kosovo produzierte Fernsehsendung, bei der es ausschließlich ums Kochen geht. Sie wird sonntags von 11:00 bis 12:00 Uhr ausgestrahlt, v. A. als Inspiration für die Zuschauer, was sie sonntags kochen sollten. Die Buchautorin von 1000 Receta (dt. ‚1000 Rezepte‘) Fikrie Ukelli moderiert gemeinsam mit Xheraldina Vula. Zwei Prominentenpaare sind zu Gast und bereiten je ein Gericht zu.